# Pygopleurus vulpes
Espèce
Pygopleurus vulpes est une espèce d'insectes coléoptères, présente dans les régions paléarctiques (Russie, Grèce, Turquie).

## Référence
- (en) Catalogue of Life : Pygopleurus vulpes (Fabricius, 1781) (consulté le 16 décembre 2020)
- (en) Fauna Europaea : Pygopleurus (Pygopleurus) vulpes (Fabricius, 1781) (consulté le 23 mars 2023)